# Fritz Dinger
Fritz Dinger, född den 22 januari 1827, död den 11 augusti 1904, var en tysk kopparstickare.
Dinger utbildades i Düsseldorf under Joseph von Keller och vistades senare företrädesvis i Rom. Bland Dingers kopparstick märks flera tavlor efter düsseldorfare samt för övrigt efter Guido Renis Aurora och Rafaels självporträtt i Pittigalleriet.